# Натан, Фриц
Фриц Натан (нем. Fritz Nathan; 1891, Бинген-на-Рейне, Германия — 3 ноября 1960, Нью-Йорк, США) — немецкий и американский архитектор.

## Биография
Фриц Натан родился в Германии, в еврейской семье. Учился Мюнхенском и Дармштадтском технологических институтах. Жил и работал во Франкфурте-на-Майне. Участник Первой Мировой войны. Был одним из ведущих немецких архитекторов в донацистской Германии. Бежал от фашистов в Голландию в 1938 году, но был вынужден иммигрировать снова в 1940 году, на этот раз — в США. Здесь он начал свою вторую карьеру. Проектировал синагоги, еврейские общественные центры, промышленные и жилые объекты.

## Избранные проекты и постройки
В Германии:
- Памятник еврейским воинам на кладбище в Вайсенсе (Weissensee)
- Новое еврейское кладбище во Франкфурте-на-Майне (Frankfurt am Main)
- Первый небоскреб в Манхайме (Mannheim)
- Универмаг во Франкфурте-на-Майне (Frankfurt am Main)

В США:
- Еврейский общественный центр, White Plains, Нью-Йорк, 1959
- Синагога Mishkan Israel в Нью-Хэйвене, Коннектикут, 1960
- Объединенный еврейский центр, Дэнбари, Коннектикут, 1955
- Синагога Mishkan Israel в Хэмден, Коннектикут, 1960